# David Lockwood
David Lockwood  (* 9. April 1929 in Holfirth, Yorkshire; † 6. Juni 2014) war ein britischer Soziologe und Professor für Soziologie an der University of Essex.

## Akademischer Werdegang
Sein akademisches Studium schloss er in einem Promotionsstudiengang an der London School of Economics and Political Science (LSE) 1954 ab, in Gemeinschaft mit einer exklusiven Gruppe von PhD-Studenten, zu der Ralf Dahrendorf, Basil Bernstein und John Westergaard gehörten. Betreuender Professor (Tutor) war  A. H. Halsey, Soziologe und einflussreicher Berater der Labour Party.
Er war zunächst Dozent (Lecturer) an der LSE und wechselte 1958 als Fellow an das St John’s College in Cambridge und wurde Dozent im Economics Department der Cambridge University, 1968 berief ihn die University of Essex auf eine Professur für Soziologie, die er bis zu seiner Emeritierung 1995 innehatte. Das British Journal of Sociology widmete ihm und seinem Werk 1996 eine spezielle Ausgabe. Seit 1976 war er Mitglied (Fellow) der British Academy, seit 1990 der Academia Europaea.

## Werk
Lockwoods Arbeitsgebiete umfassten die Klassen- und Konflikttheorie sowie die empirische Erforschung der gesellschaftlichen Stratifikation der britischen Gesellschaft. Zu seinen wichtigsten Werken zählen die Untersuchung über kaufmännische Angestellte (The Blackcoated Worker, 1958) und das mit John Goldthorpe, Frank Bechhofer und Jennifer Platt veröffentlichte dreibändige Werk über den Affluent Worker (1969). Mit den empirischen Befunden dieser Untersuchung britischer Automobilarbeiter wiesen die Autoren die damals verbreitete These einer „Verbürgerlichung“ des „gutverdienenden Arbeiters“ zurück und beeinflussten damit die soziologische Debatte über die „neue Arbeiterklasse“ in den 1970er Jahren.
Von Lockwood stammt die für die soziologische Theorie folgenreiche Unterscheidung zwischen System- und Sozialintegration (Social Integration and System Integration), die von vielen Soziologen, unter ihnen Margaret Archer, Anthony Giddens und Jürgen Habermas, aufgegriffen wurde. Er selbst definierte dieses Begriffspaar wie folgt: „Während beim Problem der sozialen Integration die geordneten oder konfliktgeladenen Beziehungen der Handelnden eines Systems zur Debatte stehen, dreht es sich beim Problem der Systemintegration um die geordneten oder konfliktgeladenen Beziehungen zwischen den Teilen eines sozialen Systems.“
Nach Lockwood kann sowohl die Sozialintegration, als auch die Systemintegration geordnet oder konfliktgeladen sein. Integration muss nicht gleich mit positiver Harmonie oder Zusammengehörigkeit identisch sein. Mit Sozialintegration verbindet er generell das aufeinander bezogene Handeln der Gesellschaftsmitglieder.

## Schriften
- The Blackcoated Worker. Unwin University Books, London 1958.
- Social Integration and System Integration. In: George K. Zollschan, Walter Hirsch (Hrsg.): Explorations in Social Change. Routledge & Kegan, London 1964, S. 244–257. (dt.: Soziale Integration und Systemintegration. In: Wolfgang Zapf (Hrsg.): Theorien des sozialen Wandels. Kiepenheuer & Witsch, Köln 1971, S. 124–137)
- Sources of Variation in Working-class Images. In: Sociological Review. Jg. 14, 1966, S. 249–267.
- mit John H. Goldthorpe, Frank Bechhofen und Jennifer Platt: The Affluent Worker. 3 Bände. Cambridge University Press, Cambridge 1968 und 1969.
- Solidarity and Schism. The Problem of Disorder in Durkheimian and Marxist Sociology. Oxford University Press, Oxford 1992, ISBN 0-19-827717-2.